# Элликотт-Сити
Элликотт-Сити (англ. Ellicott City) — некорпоративное сообщество и статистически обособленная местность, являющаяся административным центром округа Хауард в штате Мэриленд в Соединённых Штатах Америки.
Согласно данным переписи населения США 2020 года число жителей 
составляло 75 947 человек, что делает его самым густонаселенным некорпоративным окружным центром в стране.
Элликотт-Сити иногда называют «Сердцем и душой Мэриленда» из-за его исторического характера, географического положения и местного колорита.

## История
Поселение было основано в 1772 году.
11 января 1809 года в Элликотт-Сити произошёл опустошительный пожар.
В 1866 году жители пережили эпидемию холеры. В том же году сгорела хлопчатобумажная фабрика Granite Mills, принадлежавшая Бенджамину Детфорду.
В 1958 году в городе снимали фильм «Богиня», основанный, предположительно, на биографии Мэрилин Монро.
Исторический район Элликотт-Сити — находится в долинах рек Тибр и Патапско и включает в себя станцию Элликотт-Сити. Это старейшая сохранившаяся железнодорожная станция в Соединённых Штатах, построенная в 1830 году как первая конечная станция старейшей железной дороги страны Baltimore and Ohio Railroad.

## География
По данным Бюро переписи населения США, Элликотт-Сити имеет общую площадь 30,1 квадратных миль (77,9 км2), из которых 30,0 квадратных миль (77,6 км2) — это земля и 0,1 квадратных миль (0,3 км2 или 0,41%), — это водная поверхность.